# St. Laurentius (Lettenreuth)

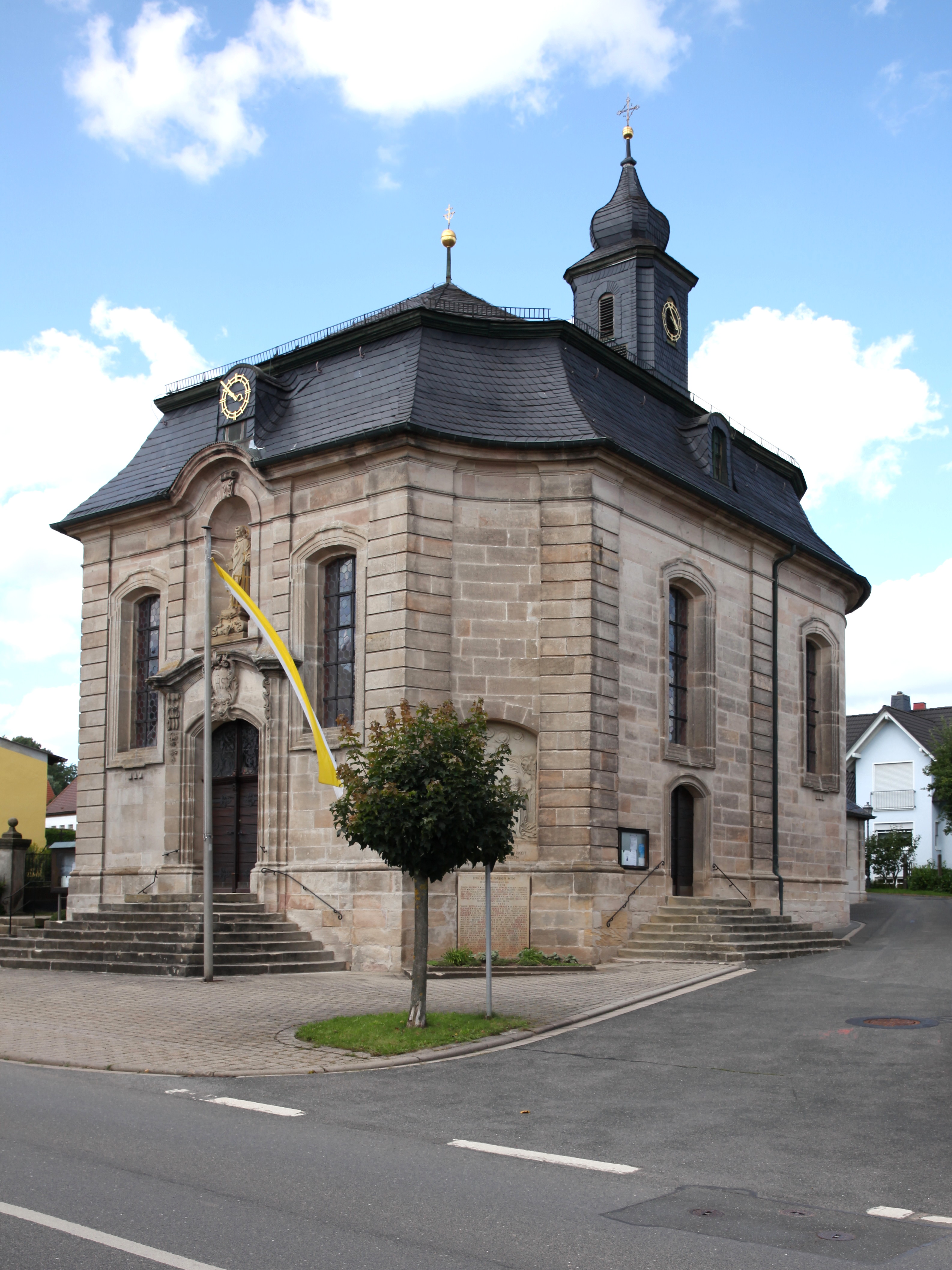
St. Laurentius

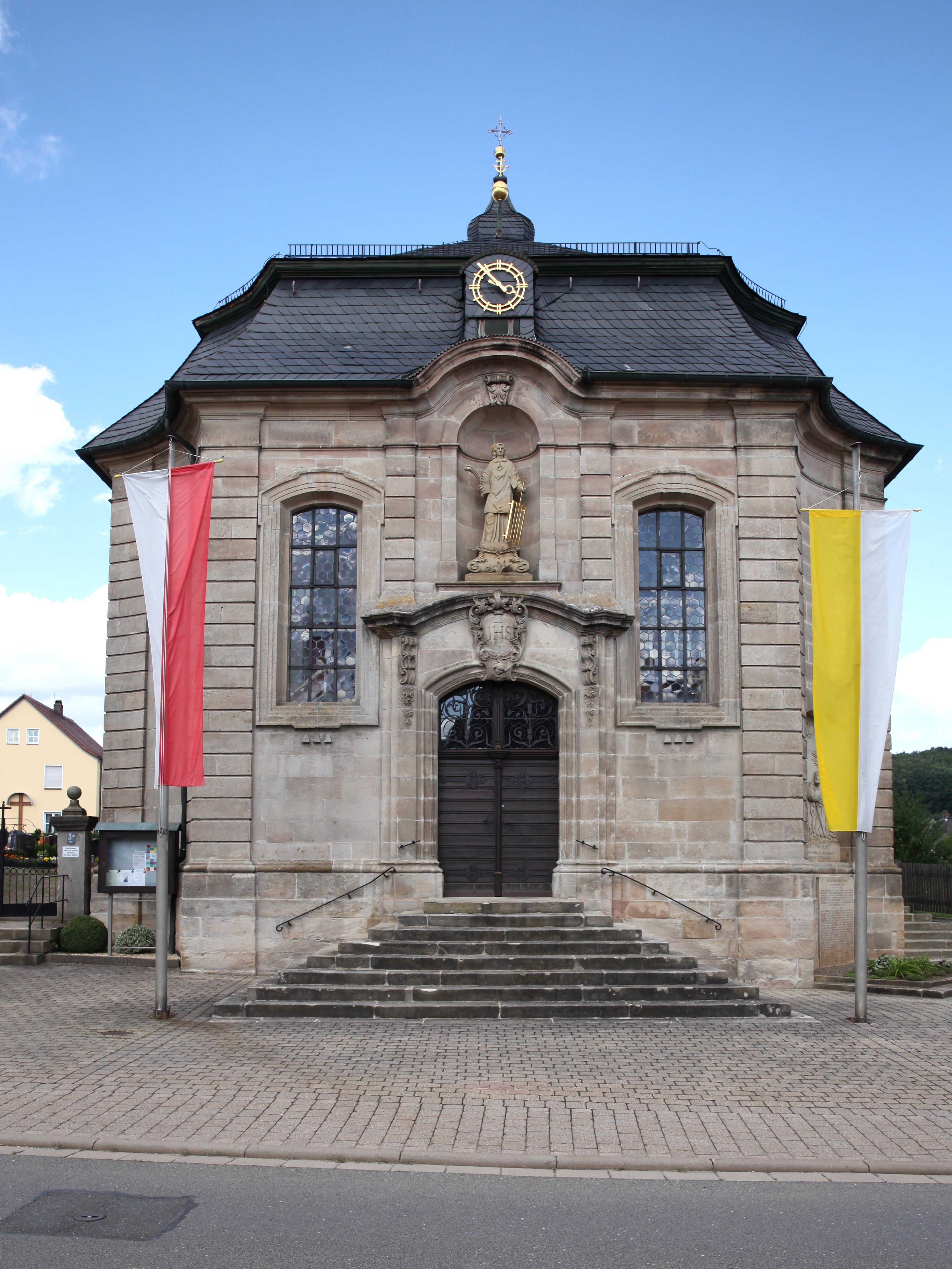
Westfassade

Die römisch-katholische Pfarrkirche St. Laurentius in Lettenreuth, einem Ortsteil von Michelau im oberfränkischen Landkreis Lichtenfels, entstand von 1753 bis 1758 als Sichtsandsteinquaderbau im Barockstil. Die von Johann Jakob Michael Küchel entworfene Zentralanlage wird zu den bemerkenswertesten Landkirchen am Obermain gezählt.

## Geschichte
Oberhalb von Lettenreuth befand sich an einer Höhenstraße von Weidhausen bei Coburg nach Marktgraitz eine wohl aus dem 12. Jahrhundert stammende, dem heiligen Laurentius geweihte Flurkapelle. Es war ein mit etwa 40 Quadratmetern Grundrissfläche ein kleines achteckiges Gotteshaus mit einem Pyramidendach und einem Dachreiter. Vermutlich im Bauernkrieg und im Dreißigjährigen Krieg wurde die reich ausgestattete Kirche verwüstet. Jährlich fanden vier Gottesdienste statt. Im Jahr 1724 gab es aufgrund von Baufälligkeit und Platzproblemen erste Bestrebungen nach einem Ersatzkirchenbau. Der zuständige Würzburger Bischof genehmigte 1725 die Planungen. Der Landesherr, das Bamberger Hochstift, stimmte nach längeren Auseinandersetzungen 1738 zu. Die Finanzierung erfolgte durch eine Kapellenstiftung. Als Bauplatz stand ein Grundstück mitten in Lettenreuth zur Verfügung. Ein Entwurf des Bamberger Hofbaumeisters Justus Heinrich Dientzenhofer von 1740 wurde vor Ort abgelehnt. Der nächsten Planung des Staffelsteiner Baumeisters Johann Thomas Nißler stimmte die Bamberger Regierung nicht zu. Schließlich erhielt der Hochstiftsingenieur Johann Jakob Michael Küchel im Jahr 1751 den Auftrag für den Neubauentwurf eines fast runden Zentralbaus, rund 18 Meter breit, 14 Meter lang und 7,5 Meter hoch. Am 4. Juli 1753 folgte die Grundsteinlegung. Johann Thomas Nißler und der Lichtenfelser Maurermeister Johann Schnapp errichteten das Bauwerk. Dazu wurde unter anderem die alte Kapelle abgetragen und das Material wieder verwendet. Die Kirchengemeinde hatte rund 200 Mitglieder und empfand den Neubau als zu klein. Sie veranlasste, dass das Langhaus um etwa 3,3 Meter länger und die Empore größer gebaut wurde, als in der Planung von Küchel vorgesehen. 1755 war der Rohbau abgeschlossen und im Jahr 1756 folgte die Segnung. Am 29. September 1759 weihte der Würzburger Weihbischof Daniel Johann Anton von Gebsattel die neue Filialkirche der Pfarrei Graitz. Die Einrichtung mit der Empore, der Kanzel und den Nebenaltären folgte in den 1760er Jahren. Ein Hochaltar wurde 1789 aufgestellt.
Anfang des 19. Jahrhunderts kam Lettenreuth zum Erzbistum Bamberg. 1850 richtete der Bamberger Erzbischof Bonifaz Kaspar von Urban eine Lokalkaplanei ein, die 1886 zur Kuratie und 1921 endgültig zur Pfarrei erhoben wurde. Zwischen 1853 und 1855 ließ die Gemeinde eine erste größere Renovierung durchführen und erwarb zwei neue Glocken. 1889 wurde der barocke Hochaltar durch einen in Neurenaissanceformen ersetzt. Die heutigen Seitenaltäre stammen aus demselben Jahr. 1893/94 folgten erneut umfangreiche Restaurierungsarbeiten. Dabei entstand wohl das aktuelle Deckengemälde. 1897 wurde die Sakristei verlängert und ein seitlicher, neubarocker Verbindungsgang zur Kirche errichtet. 1934 folgte eine Erneuerung des Laiengestühls im Langhaus. In den Jahren 1951 bis 1954, 1971 bis 1974 und 1989/1990 fanden weitere Restaurierungsarbeiten statt.

## Baubeschreibung

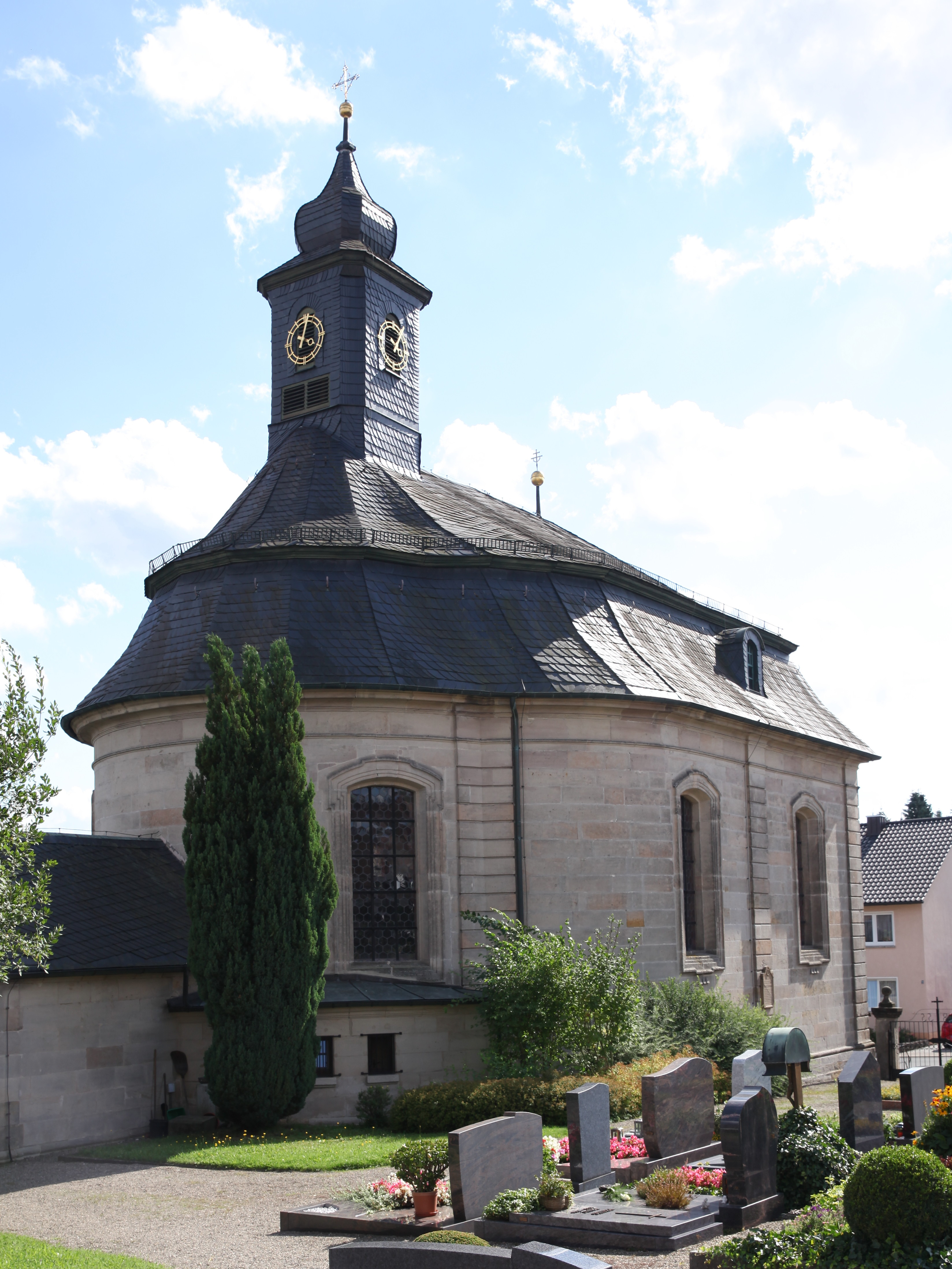
Nordfassade

Die Pfarrkirche steht inmitten des Dorfes im Tal des Nonnenbaches auf einem leicht hanglagigen Gelände. Sie ist von der Gebäudeflucht der Weidhauser Straße mit einem Vorplatz nach Nordosten eingerückt. Es ist ein zweiachsiger Sichtsandsteinquaderbau mit einem verschieferten Mansarddach und einem Dachreiter.
Die Fassade gliedern vertikal unter anderem bandrustizierende Lisenen und geohrte sowie profilierte Fensterrahmungen. Horizontale Gestaltungselemente sind unten die Sockelzone, in der Mitte die Wandflächen und oben das Gebälk. Die Ostfassade besteht aus einem eingezogenen Chor mit einer halbrunden Apsiswand. Abgerundete Ecken bilden in der Fassade den Übergang zum Langhaus. An der Chorstirnseite steht die eingeschossige Sakristei mit einem Walmdach. Innen gliedern Pilaster die Chorwand in vier Abschnitte. Den Chorraum überspannt ein Stichkappengewölbe mit Gurten, die im Chorbogenscheitel aufeinanderstoßen. Der als gedrückter Korbbogen ausgebildete Chorbogen bildet den Übergang zum Langhaus.

Langhaus

Das Langhaus, mit seinem nahezu quadratischen Grundriss, hat zwei Achsen mit segmentbogigen Langfenstern. Dazwischen und an den Wandenden befinden sich Lisenen. Der Innenraum hat eine vorgeblendete Pilastergliederung und wird von einer Flachdecke mit einer umlaufenden Hohlkehle als Randabschluss überspannt. Die Ecken des Langhausinnenraumes sind abgeschrägt und mit Nischen versehen. Im Westen und in den westlichen Teilen der Nord- und Südwand bis über die Raummitte ist eine eingeschossige Holzempore mit einer Balusterbrüstung vorhanden. Sie hat sechs Säulen und ist in der Mitte, wo die Orgel steht, halbkreisförmig vorgezogen. Eine siebte Stütze wurde wohl nachträglich eingebaut. In der nordwestlichen Nische befindet sich ein enger, viertelgewendelter Treppenaufgang mit einem kleinen Quadratfenster zur Beleuchtung.
Die Decke des Langhauses verziert Rokokostuck aus dem Jahr 1755 von Andreas Luntz mit geschwungenen Gemälderahmen und reichen Rocaillekartuschen. Die Deckengemälde in den stuckierten Rahmen entstanden 1893. Das Bild in der Deckenmitte zeigt die Verklärung des Herrn, über dem Volksaltar ist das Martyrium des Laurentius dargestellt und über der Westempore die heilige Cäcilia als Orgelspielerin. In den vier Raumecken sind in Medaillons die Kirchenväter dargestellt, im Norden Ambrosius, im Osten Gregor, im Süden Augustinus und im Westen Hieronymus.
Die mit drei Achsen gegliederte Westfassade ist mit konkaven Seiten und bandrustizierenden Lisenen an den Ecken zum Langhaus eingezogen. Ihr ist eine achtstufige, pyramidale Treppenanlage vorgelagert. In den beiden äußeren Achsen sind große, segmentbogige Fenster und in der Mitte ein segmentbogiges Portal mit einer profilierten Rahmung angeordnet. Statt eines Scheitelsteins befindet sich in Sturzmitte ein um die Rahmung gelegtes Band, an den Enden eingerollt. Über dem Portal trägt ein reliefiertes Wappenschild das Christusmonogramm IHS,  eine Rundbogennische hat einen Scheitelstein im Sturz, darunter stellt eine Figur den Kirchenpatron Laurentius dar, ein Werk des Lichtenfelser Bildhauers Kaiser aus dem Jahr 1904. In der südwestlichen Konkavwandfläche befindet sich in einer Vertiefung ein Ölbergrelief. In der Südwand ist ein weiteres Eingangsportal vorhanden.
Das hohe Mansarddach trägt in der Mitte der Längsseite beidseitig je eine Tonnendachgaube und am östlichen Firstende einen Dachreiter mit segmentbogigen, lamellenbesetzten Schallfenstern sowie eine stark eingeschnürte Zwiebelhaube. Den oberen Abschluss bildet ein griechisches Kreuz. Am westlichen Firstende steht ein Patriarchenkreuz.

## Ausstattung

Altarraum

Der Hochaltar hat einen in Rot- und Grautönen marmorierten Holzaufbau in Formen der Neurenaissance. Er entstand 1889 nach einem Entwurf des Regensburger Domvikars Georg Dengler. In drei Bogennischen befinden sich Holzfiguren, mittig der heilige Laurentius im Diakongewand mit Buch und Rost und rechts die heilige Kunigunde mit Kirchenmodell und Pflugschar. Die beiden Skulpturen aus dem Anfang des 16. Jahrhunderts stammen wohl aus der alten Kapelle. Die Figur links zeigt den heiligen Heinrich mit Zepter und Reichsapfel und gehörte ursprünglich vermutlich nicht zu der Gruppe. Auf dem Gebälk sitzen zwei Engel, wohl vom Ende des 17. Jahrhunderts, und oben in der Auszugsnische steht der heilige Sebastian, in Offiziersuniform mit zwei Pfeilen als Zeichen seines Martyriums. Die Figur stammt aus dem frühen 18. Jahrhundert. Seitlich des Hochaltars stehen auf Konsolen rechts eine Figur des heiligen Franziskus aus dem 18. Jahrhundert und links des heiligen Antonius von Padua.
Die beiden Seitenaltäre mit ihren in Rot- und Grautönen marmorierten Holzaufbauten, bestehend aus zwei Säulen und einem Auszug mit einem Dreiecksgiebel, wurden 1889 errichtet. Die Engel und Putten stammen aus der Zeit um 1700. Im linken Altar steht eine Madonna im Strahlenkranz im rechten der heilige Josef mit Zimmermannswinkel. Beide Figuren wurden 1978 erworben.
Von der bauzeitlichen, barocken Ausstattung ist nur die Kanzel am südlichen Chorbogenpfeiler vorhanden. Der marmorierte Holzaufbau mit Rocailledekor ist ein Werk des Kronacher Schreiners Paul Mahr. Die Bildhauerarbeiten stammen von Pankraz Fries. Um den runden Korb sitzen vor Rocaillevorlagen Figuren der vier Evangelisten. Der Schalldeckel trägt Lambrequin, auf ihm sitzen Putten. Zuoberst befindet sich ein kleines Kreuz, das 1853 nachträglich angebracht wurde.

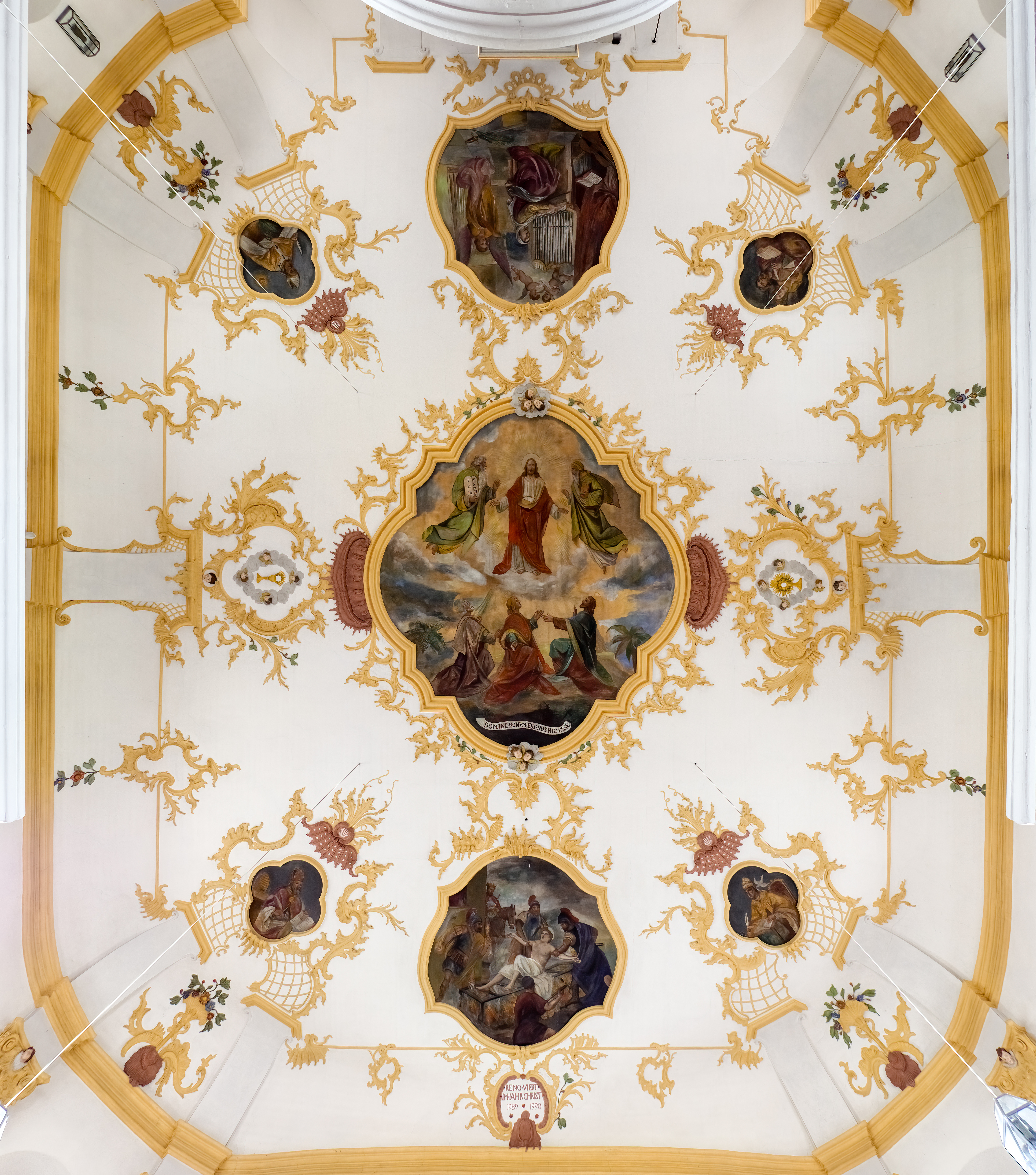
Deckengemälde

Das achteckige Taufbecken aus Sandstein in Formen der Neurenaissance schuf 1885 der Bamberger Bildhauer Lorenz Kamm und den Opferstock aus Eichenholz neben dem Südeingang 1760 der Zimmermann Hans Konrad Fuß. Unter der Orgelempore befinden sich ein Gemälde aus dem mittleren 18. Jahrhundert die Kreuzigung darstellend und eine um 1730/40 entstandene Unbefleckte Empfängnis mit den Heiligen Benedikt und Bernhard. Außerdem stehen dort auf Konsolen vier Holzfiguren, Johannes der Täufer, entstanden im 17. Jahrhundert, der heilige Wendelin von 1898, eine Herz-Jesu-Figur und eine zugehörige Maria, beide 1887 erworben.

## Orgel

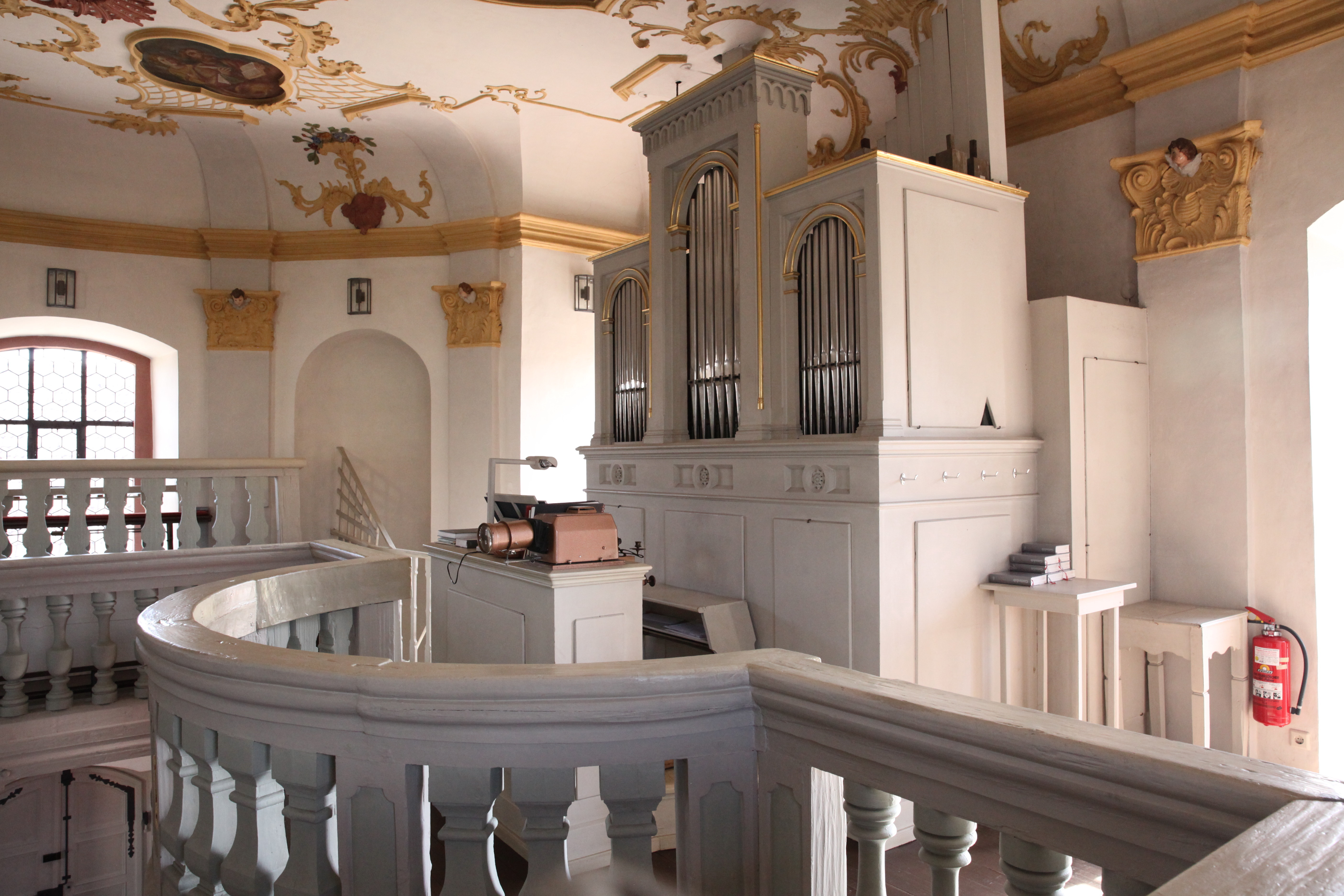
Orgel

Die Orgel stellte 1868 der Nürnberger Orgelbauer August Bittner auf. Das Instrument hat neun Register auf einem Manual und Pedal. Das schlichte, weiße Neurenaissancegehäuse aus dem Jahr 1866 ist ein Werk von Jakob Schmitt-Friderich aus Bamberg.

## Glocken
Im Dachreiter hängen drei Glocken. Die älteste stammt aus dem Jahr 1448 und wurde von der Pfarrei Mistelfeld erworben. Die beiden anderen wurden 1953 in der Glockengießerei Karl Czudnochowsky gegossen. Sie ersetzten Stahlglocken aus den 1920er Jahren.